# AeroItalia
AeroItalia SRL — італійська авіакомпанія. 

 
Має під орудою парк літаків Boeing 737-800 до європейських напрямків зі свого головного центру в аеропорту Форлі.

## Історія
Авіакомпанію відкрито у 2022 році колишнім консультантом міністерства інфраструктури та транспорту Італії Франческо Гаетано Інтрієрі, який є генеральним директором AeroItalia. 
Авіакомпанія планує здійснювати рейси до Сполучених Штатів і Латинської Америки до 2023 року. 
  
9 липня 2022 року вона почала виконувати регулярні рейси зі свого центру у Форлі до багатьох внутрішніх напрямків, Мальти та Закінфу.

## Напрямки
Напрямки на вересень 2022:
| Країна  | Місто         | Аеропорт      | Примітки                 | Refs  |
| ------- | ------------- | ------------- | ------------------------ | ----- |
| Греція  | Закінф        | Закінф        | Сезонний                 | [ 6 ] |
| Італія  | Альгеро       | Альгеро       | Сезонний                 |       |
| Італія  | Бергамо       | Мілан-Бергамо | з 14 листопада, 2022     | [ 7 ] |
| Італія  | Бріндізі      | Бріндізі      | Сезонний                 |       |
| Італія  | Катанія       | Катанія       |                          |       |
| Італія  | Форлі         | Форлі         | Хаб                      |       |
| Італія  | Ламеція-Терме | Ламеція-Терме | Сезонний                 |       |
| Італія  | Лампедуза     | Лампедуза     | Сезонний                 |       |
| Італія  | Неаполь       | Неаполь       | Сезонний                 |       |
| Італія  | Рим           | Рим-Ф'юмічіно | з 14 листопада 2022 року | [ 7 ] |
| Італія  | Трапані       | Трапані       |                          |       |
| Італія  | Ольбія        | Ольбія        | Сезонний                 |       |
| Мальта  | Валетта       | Мальта        |                          |       |
| Румунія | Бакеу         | Бакеу         | з 2 грудня 2022          |       |

## Флот
Флот AeroItalia на липень 2022:
| Літаків        | В дії | Замовлено | Пасажирів | Примітки |
| -------------- | ----- | --------- | --------- | -------- |
| Boeing 737-800 | 3     | —         | 186       |          |
| Загалом        | 3     | —         |           |          |